# Olympique de Saumur Football Club
 (février 2014).
Si vous disposez d'ouvrages ou d'articles de référence ou si vous connaissez des sites web de qualité traitant du thème abordé ici, merci de compléter l'article en donnant les références utiles à sa vérifiabilité et en les liant à la section « Notes et références ».
Maillots
Actualités
Dernière mise à jour : 15 septembre 2024.
L'Olympique de Saumur Football Club est un club français de football basé à Saumur dans le département de Maine-et-Loire et la région Pays de la Loire.
Le club évolue depuis la saison 2024-2025 en National 2.

## Histoire
L'Olympique Saumur Football Club est né en 2000 de la fusion de 3 clubs locaux. Il compte aujourd'hui [Quand ?] près de 500 licenciés et évolue au niveau National pour les séniors et régional pour l'ensemble de ses équipes jeunes.
L'Olympique de Saumur est rétrogradé, à l'issue de la saison sportive 2023/2024, en nationale 3.
Le club saumurois bénéficie d'un repêchage sportif, à la suite de rétrogradations administratives ou de liquidation judiciaire de clubs de football.
La DNCG valide ce retour en nationale 2. (Source Ouest-France).

## Palmarès
- Champion CFA 2 (groupe G) de la Fédération française de football : 2011[2]
- Champion DH de la Ligue Atlantique[3] : 1971, 1978, 2007
- Vainqueur de la Coupe de l'Atlantique[4] : 1977, 2002, 2005, 2006, 2015, 2016
- Champion National 3 (groupe B) : 2022[5]

## Coupe de France
Une participation au seizièmes de finale en 2004-2005 contre le FC Nantes (défaite 2-0) après avoir éliminé le Paris FC et Amiens. Le match s'est déroulé à guichet fermé au Stade Jean-Bouin à Angers.
En 2009-2010, les olympiens ont réitéré cet exploit, cette fois-ci contre le Stade rennais (défaite 4-0) après avoir éliminé la Berrichonne de Châteauroux.
Le club se qualifie pour la première fois de son histoire en 1/8e de finale de la Coupe de France le 6 mars 2021 en éliminant l'US Montagnarde, pensionnaire de Régional 1 (3-3, victoire 4 à 3 aux tirs au but) mais s'incline finalement 2-1 face au Toulouse FC, pensionnaire de Ligue 2, au stade des Rives du Thouet.

## Personnalités du club

### Entraîneurs
- 1943-1944 :  Camille Cottin (SC Saumur)
- 1954-1960 :  Michel Plantiveau
- 1971-1976 :  Eugène Fragassi
- 1976-1981 :  Michel Stievenard
- 1982-1985 :  Luc Loiseau - Jean-Yves Citron
- 1991-1998 :  Léon Desmenez (RC Saumur)
- 2000-2012 :  Patrice Sauvaget
- Janv. 2015-2023 :  Julien Sourice
- 2023-Févr. 2024 :  Olivier Meurillon
- mars 2024-juin 2024 :  Jean-Philippe Faure[6]
- depuis 2024 :  Patrick Olive

### Anciens joueurs
- Guy Campiglia (SC Saumur)
- Jean-Yves Citron
- Eugène Fragassi
- David Grossmann
- Pascal Janin
- Eduardo Oliveira
- Laurent Viaud
- Michel Bibard
- Patrice Sauvaget
- Guy Lepeintre
- Patrik Duveau
- Michel Battais

## Budget
- 2022-2023: 560 000 €[7]